# Death on Two Legs (Dedicated to...)
Death on Two Legs (Dedicated to...) is een lied van de Britse rockgroep Queen en het eerste nummer en tweede single van het album A Night at the Opera. Freddie Mercury schreef het nummer naar aanleiding van zijn haat tegen de toenmalige manager van Queen, Norman Sheffield, die de band heeft misleid en zijn taak misbruikte tussen 1972 en 1975.
Het nummer werd opgenomen in de Sarm East Studios. Net als bij het nummer Bohemian Rhapsody, dat later op het album voorkomt, speelde Mercury oorspronkelijk de gitaarpartijen op piano om aan Brian May te laten zien hoe hij het op gitaar moest spelen.
Het nummer wordt omschreven als Mercury's haatbrief aan Norman Sheffield met enkele kwaadaardige regels, zoals beschreven door Mercury: "It's so vindictive that Brian felt bad singing it. I don't like to explain what I was thinking when I wrote a song. I think that's awful, just awful. (Het is zo wraakzuchtig dat Brian zich er niet goed over voelde om het te zingen. Ik hou er niet van om uit te leggen waar ik over dacht terwijl ik een lied schreef. Ik denk dat het vreselijk is, gewoon vreselijk.)
Het nummer komt ook voor op het livealbum Live Killers.